# Kelleronia
Kelleronia es un género de plantas de flores perteneciente a la familia Zygophyllaceae, comprende ocho especies que aún están pendientes de aceptar.

## Taxonomía
El género fue descrito por Hans Schinz y publicado en Bull. Herb. Boissier 3: 400. 1895.

## Especies
- Kelleronia bricchettii
- Kelleronia eriostemon
- Kelleronia gillettii
- Kelleronia macropoda
- Kelleronia nogalensis
- Kelleronia obliadensis
- Kelleronia quadricornuta
- Kelleronia splendens